# Flughafen Cajamarca

i7
i11
i13
Der Aeropuerto Mayor General FAP Armando Revoredo Iglesias (IATA-Code: CJA, ICAO-Code: SPJR) ist der Flughafen der peruanischen Stadt Cajamarca.

Er liegt etwa 3 km nordöstlich der Innenstadt und wird von der CORPAC S.A., der staatlichen Flughafenverwaltungsbehörde Perus, verwaltet. 
Am Flughafen befindet sich auch ein ungerichtetes Funkfeuer (NDB) mit der Kennung MAR.